# Butler Beach
Butler Beach ist  ein census-designated place (CDP) im St. Johns County im US-Bundesstaat Florida mit 4978 Einwohnern (Stand: 2020).

## Geographie
Butler Beach liegt auf der als Barriereinsel der Ostküste vorgelagerten Insel Anastasia Island zwischen dem Intracoastal Waterway und dem Atlantik. Der CDP grenzt im Norden direkt an die Stadt St. Augustine Beach, liegt rund 10 km südlich von St. Augustine sowie etwa 70 km südlich von Jacksonville und wird von der Florida State Road A1A durchquert.

## Demographische Daten
Laut der Volkszählung 2010 verteilten sich die damaligen 4951 Einwohner auf 4958 Haushalte, davon sind die meisten als Zweitwohnsitz genutzte Ferienwohnungen. Die Bevölkerungsdichte lag bei 773,6 Einw./km². 97,4 % der Bevölkerung bezeichneten sich als Weiße, 0,6 % als Afroamerikaner, 0,2 % als Indianer und 0,8 % als Asian Americans. 0,2 % gaben die Angehörigkeit zu einer anderen Ethnie und 0,8 % zu mehreren Ethnien an. 2,2 % der Bevölkerung bestand aus Hispanics oder Latinos.
Im Jahr 2010 lebten in 13,7 % aller Haushalte Kinder unter 18 Jahren sowie 48,0 % aller Haushalte Personen mit mindestens 65 Jahren. 62,1 % der Haushalte waren Familienhaushalte (bestehend aus verheirateten Paaren mit oder ohne Nachkommen bzw. einem Elternteil mit Nachkomme). Die durchschnittliche Größe eines Haushalts lag bei 2,00 Personen und die durchschnittliche Familiengröße bei 2,43 Personen.
12,6 % der Bevölkerung waren jünger als 20 Jahre, 13,1 % waren 20 bis 39 Jahre alt, 28,6 % waren 40 bis 59 Jahre alt und 45,8 % waren mindestens 60 Jahre alt. Das mittlere Alter betrug 58 Jahre. 47,9 % der Bevölkerung waren männlich und 52,1 % weiblich.
Das durchschnittliche Jahreseinkommen lag bei 53.074 $, dabei lebten 5,2 % der Bevölkerung unter der Armutsgrenze.
Im Jahr 2000 war Englisch die Muttersprache von 96,74 % der Bevölkerung und Spanisch sprachen 3,26 %.